# Narsarsuaaraq
Narsarsuaaraq [nɑˌsːɑsːuˈɑːʁɑq] (nach alter Rechtschreibung Narssarssuâraĸ) ist eine wüst gefallene grönländische Schäfersiedlung im Distrikt Narsaq in der Kommune Kujalleq.

## Lage
Narsarsuaaraq liegt an der Südküste der Halbinsel Niaqornap Nunaa am Ikersuaq (Bredefjord). Elf Kilometer südöstlich liegt Narsaq.

## Geschichte
1955 lebten sieben Personen in Narsarsuaaraq. 1960 und 1965 waren es jeweils fünf. Zwei Familien besaßen 1966 zusammen rund 475 Schafe. 1968 lebten nur noch vier Personen im Ort.

## Bevölkerungsentwicklung
Für Narsarsuaaraq wird 2007 ein Bewohner genannt. In der Liste der zwischen 1977 und 2013 bewohnten Schäfersiedlungen fehlt Narsarsuaaraq hingegen.